# Pterolophia iringensis
Pterolophia iringensis là một loài bọ cánh cứng trong họ Cerambycidae.